# Mastaba al-Fir’aun
Mastaba al-Fir’aun (tiếng Ả Rập: مصطبة الفرعون, "Chiếc ghế dài của pharaon") là lăng mộ của Shepseskaf, vị pharaon cuối cùng của Vương triều thứ 4, nằm cách Kim tự tháp của Pepi II vài mét về phía đông nam. Đá dùng để xây ngôi mộ này được lấy từ một mỏ đá nằm ở phía tây của Kim tự tháp Đỏ của pharaon Sneferu.
Ngôi mộ mastaba này còn có tên gọi là "Shepseskaf tuyệt vời" hay "Nơi tuyệt vời của Shepseskaf".

## Lịch sử khảo cổ
Mastaba al-Fir'aun được mô tả lần đầu tiên bởi John Shae Perring vào giữa thế kỷ 19. Karl Richard Lepsius cũng đã chú ý tới ngôi mộ, nhưng ông không thực hiện bất kỳ cuộc khảo sát nào. Cuộc nghiên cứu đầu tiên được thực hiện bởi Auguste Mariette vào năm 1858, nhưng ông chỉ tập trung cấu trúc bên dưới của ngôi mộ.
Việc khai quật toàn bộ khu phức hợp dưới sự điều khiển bởi Gustave Jéquier vào năm 1924. Ông là người đầu tiên xác nhận rằng ngôi mộ này cho Shepseskaf, chứ không phải là của Unas như trước đây mọi người vẫn nghĩ.

## Cấu trúc

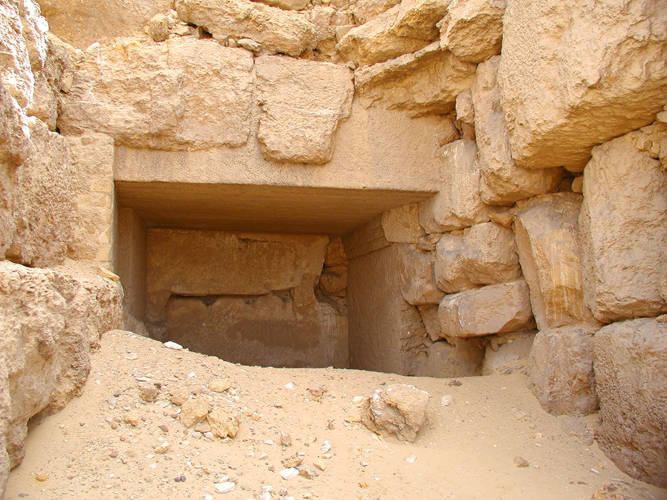
Lối vào cấu trúc ngầm bên dưới

Phức hợp mastaba này nằm trong 2 lớp tường bao bằng gạch bùn, ở phía đông là dấu tích của một đền tang lễ nhỏ. Chính điện của đền tang lễ có một khoảng sân được lát đá vôi và có nhiều phòng phụ, góc tây bắc có một bệ thờ, một mảnh vỡ từ bức tượng của nhà vua được phát hiện tại đây. Ngày nay chỉ nhìn thấy một đoạn ngắn của đường đắp cao đi ra từ ngôi đền, phần còn lại và đền thung lũng đã biến mất hoàn toàn.
Mastaba này có chiều cao là 18 mét với độ dốc xấp xỉ 70°; số đo các cạnh là 99,6 mét x 74,4 mét. Hai tầng lõi của nó được làm từ sa thạch màu đỏ, loại đá được lấy gần Kim tự tháp Đỏ; sau đó được phủ một lớp đá vôi trắng và đá granite hồng (chỉ tầng dưới cùng).
Lối vào của ngôi mộ nằm ở hướng bắc, tương tự như những ngôi mộ kim tự tháp khác. Một hành lang dốc 23°30' dẫn xuống bên dưới; nó vốn có chiều dài 20,75 mét, nhưng do bị sụp nên chỉ còn hơn 16 mét. Hành lang này dẫn đến một tiền sảnh 2,7 mét x 2 mét được dựng hoàn toàn bằng đá granite hồng. Qua căn phòng này, đi được một đoạn thì bị chặn bởi 3 phiến đá granite lớn, vượt qua đó sẽ tới căn phòng ngoài.

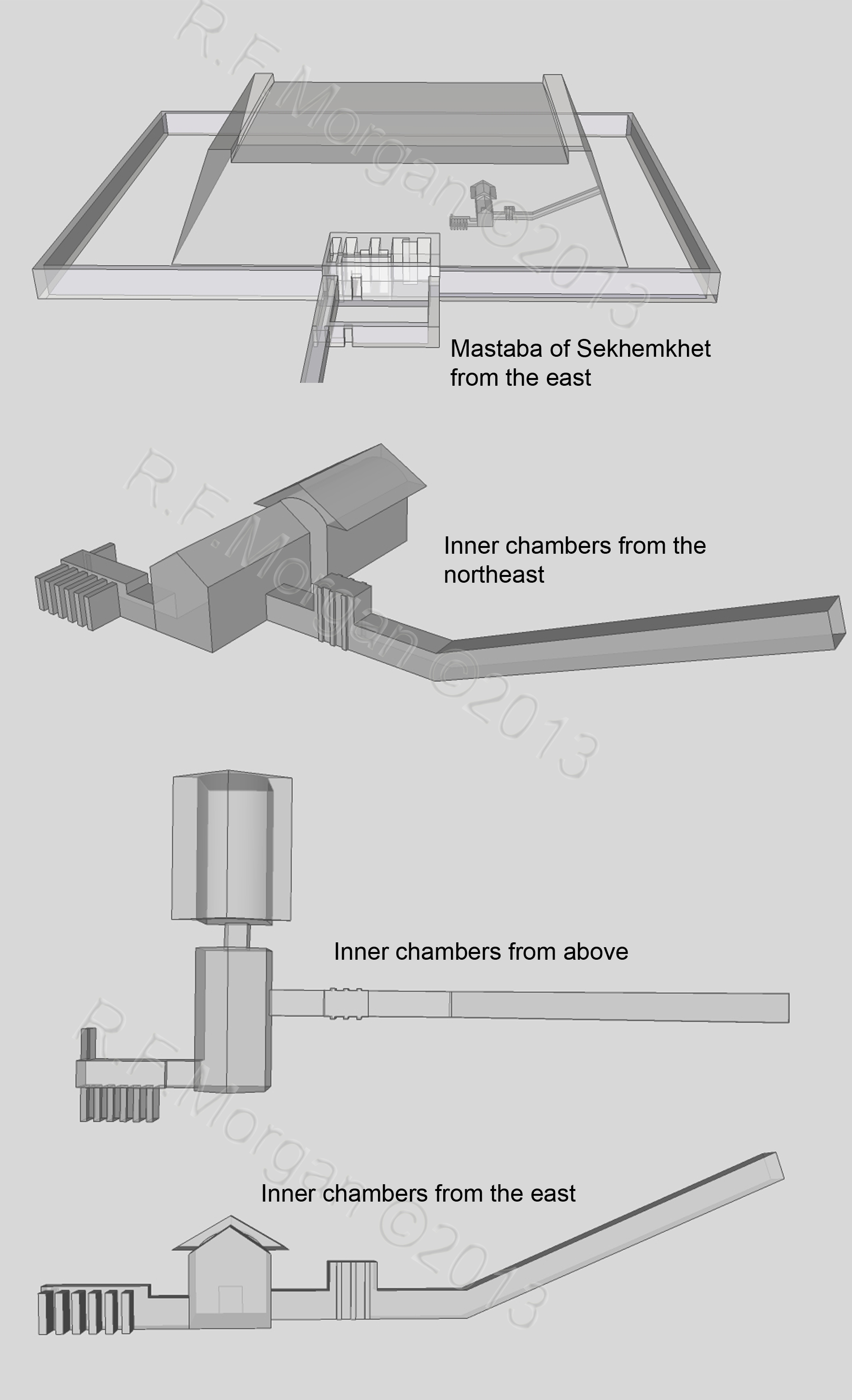
Sơ đồ mô tả các cấu trúc ngầm

Phòng ngoài có diện tích 8,3 mét x 3 mét, cao 5,5 mét; mái hình chữ V ngược cũng bằng granite. Đi về hướng tây sẽ tới được phòng chôn cất chính, có diện tích 7,8 x 3,8 mét, cao gần 5 mét, có mái vòm bằng granite hồng. Trong phòng chỉ còn sót lại những mảnh vỡ của cỗ quan tài đá, có thể là bazan hoặc đá xám greywacke. Cả hai phòng đều được lát đá granite nhưng không được mài nhẵn.
Ở hướng nam của phòng ngoài, có một hành lang dài 10,6 mét, rộng 1,15 mét và chiều cao dao động trong khoảng 2,1 - 2,3 mét. Ở bức tường hướng đông có 6 hốc đặt tượng, có chiều dài nằm trong khoảng 2,1 - 2,3 mét, rộng 0,8 mét và cao 1,4 mét; riêng bức tường phía tây chỉ có duy nhất một hốc tượng, kích thước 2,65 x 1,16 mét và bằng chiều cao với các hốc kia.